# Macario (película)
Macario es una película de drama psicológico sobrenatural mexicana de 1960, dirigida por Roberto Gavaldón, a partir de un guion que escribió con Emilio Carballido. Está protagonizada por Ignacio López Tarso y Pina Pellicer. Cimentándose en la novela del mismo nombre, la trama gira en torno a la vida de un campesino pobre que pierde el interés por la vida debido a su precaria situación, hasta que un ente sobrehumano le ayuda a mejorarla, con resultados secundarios.
El proyecto tuvo su estreno mundial en mayo de 1960, durante la competencia principal de la 13.ª edición del Festival de Cine de Cannes. Aclamada por la crítica, se convirtió en la primera película mexicana en ser nominada a un Premio Óscar, en la categoría a Mejor Película en Lengua Extranjera.
Gracias a su calidad en actuaciones, historia y trascendencia internacional, consiguió el estatus de culto entre la sociedad mexicana, además de convertirse en un título tradicional de verse en torno a las celebraciones del Día de Muertos, llevadas a cabo anualmente los días 1 y 2 de noviembre.

## Argumento
Macario es un humilde campesino y leñador que vive obsesionado con las penurias de su pobreza y el miedo a la muerte. Debido a la precaria situación al borde del hambre que él y su familia viven, comienza a añorar poder disfrutar de un banquete sin tener que compartirlo con nadie.
En su obstinación, decide dejar de comer hasta encontrar un guajolote que pueda comer solo. Su esposa, preocupada, roba un guajolote, y Macario sale a la soledad del bosque para comérselo a escondidas de sus hijos. En el bosque, conoce consecutivamente a tres enigmáticas personalidades. El primero es el diablo en forma de rico terrateniente, quien primero le ofrece sus botas con espuelas de plata, pero Macario le dice que no tiene caballo, y luego le ofrece las monedas de oro de sus pantalones, pero Macario lo rechaza diciendo que le cortarían las manos por ladrón; en otro intento, le ofrece el bosque, pero Macario le dice que el bosque no le pertenece a él, sino a Dios y que, además, teniendo el bosque, no dejaría de ser pobre, porque tendría que seguir cortando leña. Tampoco lo comparte con el segundo personaje que aparece, Dios, en forma de anciano humilde; Macario sostiene que Él puede poseer lo que quiera, ya que todo lo posee y lo que quiere es un gesto, y, mientras Macario con vergüenza reconoce que no tiene ganas de compartir su guajolote ni siquiera con Dios, desaparece, antes de que Macario se arrepienta de su decisión.
Finalmente, se presenta la muerte, en forma de campesino indígena, que le dice que hace miles de años no prueba bocado. Macario accede a invitarle, ya que se da cuenta de que ante su ineludible designio, nadie escapa, y también confiesa que lo hizo porque mientras comía retrasaría su propia muerte. Como muestra de agradecimiento, la muerte le concede su amistad y le da un agua milagrosa que curará cualquier enfermedad. No obstante le pone una condición para hacer uso del líquido; si ella se aparece a los pies de los enfermos podrá emplearla, pero si lo hace en la cabecera de los mismos, nada ni nadie podrá salvarlo porque su muerte es inminente.
Macario regresa a casa y encuentra a uno de sus hijos moribundo por haber caído en un pozo. Prueba el agua con su hijo y, a partir de allí, se le conoce como un sanador milagroso, incluso dejando al médico y al enterrador del pueblo sin clientes. Aunque en un principio no quiso cobrar, la gente empezó a ofrecerle comida y dinero, que luego compartió con los demás pobres, y su fama comenzó a extenderse por toda la región, hasta llegar a oídos de la inquisición. Las autoridades eclesiásticas ordenan su captura, para juzgarlo por brujería.
Para saber si Macario realmente tiene poderes mágicos, lo ponen a prueba, donde entre varios presos tendrá que decir quién vive y quién no. Entre estos condenados, ponen al verdugo del reino, un hombre fuerte y musculoso, y un condenado a muerte, esperando que Macario se equivoque. Para sorpresa de todos, Macario le dice que el único que morirá es el verdugo. Cuando la gente empieza a burlarse de él, llega un mensajero con una carta donde perdona la vida del condenado, y cuando se acercan al verdugo para pedirle que se levante, es hallado muerto, ya que tenía temor a los magos y la conmoción de ver a Macario le provocó un paro cardíaco. Los religiosos entonces lo condenan por adivinación al tormento y a la hoguera.
Ante esto, la esposa del virrey suplica a Macario, preso en espera de ejecución, que vea a su hijo enfermo. Cuando lo llevan con el niño, él pide estar a solas con él y se entera de que la muerte ha decidido llevárselo; por mucho que Macario le suplica que no lo haga, ya que de la vida del infante depende su destino, la muerte le dice que no hay alternativa. Temeroso por su vida al saber que no podrá hacer nada para salvar al hijo del virrey, decide salir huyendo por una ventana. Escapándose e intentando esconderse en el bosque, se encuentra nuevamente con el diablo y con Dios. Ambos le recuerdan que debió haber compartido el guajolote con ellos: el diablo le recrimina que, si lo hubiera elegido, no le hubiera pasado nada, y lo invita nuevamente a ir con él, pero rechaza su oferta; Dios, en cambio, le advierte que su propia muerte está cerca y que debe reflexionar sobre sus acciones. Cuando busca refugio en una caverna, esta resulta ser la gruta de la muerte, quien le da la bienvenida al lugar. Ahí, Macario le pide ayuda, y esta lo lleva al sitio de la humanidad, un lugar al que le menciona que ningún otro hombre ha visto más que él. Dicho espacio se encuentra repleto de velas, las cuales representan la vida de cada ser humano. La muerte le explica que si la flama de una vela es pequeña, significa que la persona a la que le pertenece está a punto de morir. Tras esto, le muestra la del hijo del virrey, misma que apaga con sus manos y le menciona que este ha muerto. Preocupado por lo sucedido, Macario le pide que le enseñe su vela; cuando la muerte la revisa, esta también tiene una pequeña flama a punto de apagarse.
Desesperado al saber que va a morir, Macario toma su vela y sale corriendo de la gruta mientras la muerte le recuerda que ya no tiene escapatoria y grita varias veces su nombre. Mientras hace esto, su voz y sus gritos cambian a los de la esposa de Macario, quien se halla buscándolo en el bosque junto a un grupo de personas. Ella les dice que él nunca regresaba tarde a su casa, ya que siempre lo hacía a la puesta del sol, y le da más extrañeza sabiendo que justo ese día le había dado el guajolote que tanto quería. Cuando logran encontrarlo inconsciente, su esposa cree que está durmiendo e intenta despertarlo, pero al tocarlo se percata de que ya no respira, dándose cuenta de que ha muerto. Ella toma su mano y comienza a despedirse, finalizando diciéndole que hará que sus hijos sean como él, hombres buenos. Voltea hacia atrás y se da cuenta de que el guajolote que le dio ni siquiera se lo terminó, dando a entender que posiblemente todo lo sucedido fue solo un sueño, y Macario falleció mientras dormía.

## Reparto
- Ignacio López Tarso como Macario[10][11]
- Pina Pellicer como esposa de Macario[10][11]
- Enrique Lucero como la muerte[10][11]
- Mario Alberto Rodríguez como don Ramiro[10][11]
- José Gálvez como el diablo[10][11]
- José Luis Jiménez como Dios[10][11]
- Eduardo Fajardo como virrey[10][11]
- Consuelo Frank como virreina[10][11]
- José Dupeyrón como fabricante de velas[10][11]
- Celia Tejeda como Chona[10][11]
- Pepé y sus Marionetas como marionetas en sueño de Macario[10]

### Sin acreditar
- Luis Aceves Castañeda como verdugo asustado que muere de un infarto[10][11]
- Miguel Arenas como inquisidor[10][11]
- Wally Barrón como panadero[10][11]
- Queta Carrasco como vecina de Macario[10][11]
- Felipe de Flores como nieto de abuelo enfermo[10][11]
- Alicia del Lago como viuda[10][11]
- Manuel Dondé como enviado de la inquisición[10][11]
- Elizabeth Dupeyrón como hija de Macario[10][11]
- Enedina Díaz de León como vecina de Macario[10][11]
- Lidia Franco como comadre de Chona[10][11]
- Mario García González como carpintero[10]
- Enrique García Álvarez como inquisidor[10][11]
- Leonor Gómez como señora recomendando caldo de zopilote[10][11]
- Sonia Infante como doña Eulalia, esposa de don Ramiro[10][11]
- Salvador Lozano como soldado[10]
- Concepción Martínez como vecina de Macario[10]
- Ángel Merino como enviado del virrey[10]
- Inés Murillo como vecina de Macario[10][11]
- José Carlos Méndez como hijo de Macario[10]
- Manuel Noriega como abuelo enfermo[10][11]
- Francisco Pando como sacerdote[10][11]
- Alicia Reyna como comadre del carpintero[10]

## Producción

### Desarrollo
La historia fue adaptada en conjunto por el director Roberto Gavaldón y el escritor Emilio Carballido, ambos basándose en Macario, una obra del novelista B. Traven, quién a su vez derivo su escrito del cuento La muerte madrina de los Hermanos Grimm. Fue ambientada durante el Virreinato de Nueva España, a vísperas del Día de Muertos.
El proyecto fue uno de los primeros trabajos en cine de la actriz Pina Pellicer, que a la par se hallaba filmando la cinta One-Eyed Jacks en Estados Unidos.

### Rodaje
El rodaje del proyecto se llevó a cabo del 7 de septiembre al 9 de octubre de 1959, teniendo sus grabaciones principales en Taxco de Alarcón, Guerrero, con locaciones que incluyeron el Templo de Santa Prisca y las Grutas de Cacahuamilpa, que fueron acondicionadas temáticamente para representar la gruta de la muerte. Otros lugares de filmación incluyeron algunos sitios en Puebla de Zaragoza, las Lagunas de Zempoala en Morelos, y los Estudios Churubusco Azteca en Ciudad de México.

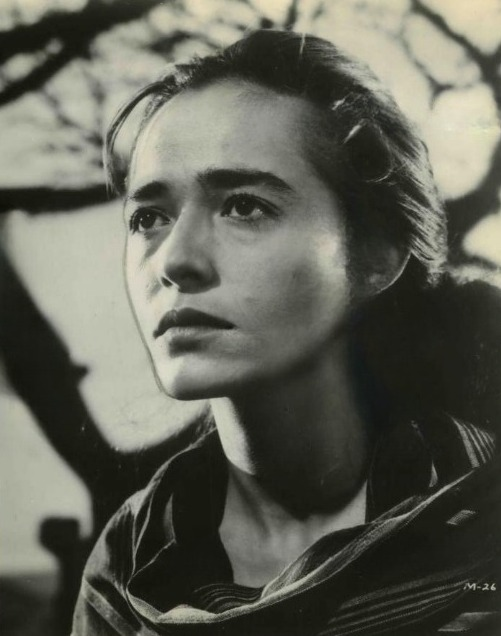
Pina Pellicer en una de las fotografías publicitarias tomadas por Gabriel Figueroa para promocionar la película.

La fotografía estuvo a cargo de Gabriel Figueroa; este ya había trabajado anteriormente con Roberto Gavaldón en otros de sus filmes.

## Estreno
Macario se proyecto por primera vez en mayo de 1960, durante el Festival Internacional de Cine de Cannes de ese año, y el 9 de junio fue lanzada en cines de México.

## Recepción

### Taquilla
Fue una de las películas mexicanas más exitosas en su año de lanzamiento, recaudando $80,000 en sus primeras cinco semanas siendo proyectada en el Teatro Alameda de la Ciudad de México.

### Crítica
En la página de reseñas Rotten Tomatoes, la película tiene un índice de aprobación del 100% basado en 6 reseñas, con una calificación promedio de 9.0/10.
Macario ocupa el lugar 59 en la lista de las 100 mejores películas del cine mexicano, publicada en julio de 1994 por la revista Somos.

### Premios
| Premio                                              | Fecha de ceremonia  | Categoría                       | Nominados           | Resultado | Ref(s) |
| --------------------------------------------------- | ------------------- | ------------------------------- | ------------------- | --------- | ------ |
| Festival Internacional de Cine de San Francisco     | 1960                | Mejor actor                     | Ignacio López Tarso | Ganador   | [ 28 ] |
| 33.ª edición de los Premios Óscar                   | 17 de abril de 1961 | Mejor película extranjera       | Macario             | Nominada  | [ 32 ] |
| Medallas del Círculo de Escritores Cinematográficos | 26 de enero de 1963 | Mejor película hispanoamericana | Macario             | Ganadora  | [ 33 ] |

## En la cultura popular
Tras la muerte de Ignacio López Tarso ocurrida el 11 de marzo de 2023, se esperaba que fuera homenajeado durante la sección «in memoriam» de los Premios Óscar de ese año realizados al día siguiente, pero no fue así. Un año después, el 10 de marzo de 2024, se creía que en la 96.ª edición de los mismos galardones si sería mencionado en el antedicho segmento, pero nuevamente no fue rememorado, lo que provocó críticas por parte de México al no haber sido reconocido por su labor como protagonista en la primera película mexicana nominada a un Óscar.
En 2023, la película de superhéroes de DC Comics, Blue Beetle, le hizo un homenaje a la producción, donde en una de las primeras secuencias de la cinta se observa que en un televisor se proyecta la escena donde Macario entra a la gruta de la muerte.